# Felix Neumann (Politiker)

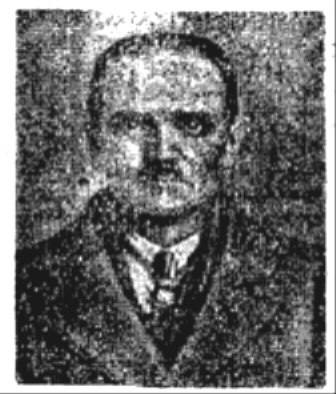
Felix Neumann auf einem zeitgenössischen Pressefoto

Felix Robert Neumann (* 23. Dezember 1889 in Berlin; † 18. November 1947) war ein kommunistischer und nationalsozialistischer Politiker der Weimarer Republik und des Dritten Reichs. Im Krisenjahr 1923 war er zunächst an der Organisation des als Deutscher Oktober bezeichneten gescheiterten kommunistischen Aufstandsversuchs und danach an der Bildung der „T-Gruppe“ (Terror-Gruppe), die als Deutsche Tscheka bekannt wurde, beteiligt. Sein späterer Übertritt von der KPD zur NSDAP wurde von den Nationalsozialisten propagandistisch ausgenutzt.

## Leben
Felix Neumann war der Sohn Lokomotivführers. Er selbst wurde Schriftsetzer und war in der Druckerei von August Scherl sowie zuletzt in der Reichsdruckerei tätig. Während des Ersten Weltkrieges diente er zwischen 1914 und 1918 als Eisenbahnpionier und heiratete am 13. Oktober 1913 Magdalena Günther. Die Ehe wurde im Mai 1933 in Frankfurt am Main geschieden.
Neumann trat 1910 der SPD bei, trat während des Krieges zur USPD über und war seit 1919 Mitglied der KPD. Im Jahr 1920 wurde er Mitglied der aus dem linken Flügel der KPD hervorgegangenen KAPD, doch kehrte 1921 zur VKPD zurück. Er übernahm in dieser wenig bedeutende Aufgaben in Frankfurt am Main und Berlin. Im  September 1923 wurde Neumann bezahlter Organisationssekretär in der Parteizentrale der KPD. Danach war er bis Anfang November Sekretär des Revolutionskomitees. Als solcher überbrachte er den Oberbezirken der Partei Gelder zur Unterstützung der Aufstandsvorbereitungen. Wohl direkt von Heinrich Brandler hatte er den Auftrag erhalten bewaffnete Einheiten aufzustellen und ein Revolutionskomitee zu bilden. Nach dem Scheitern des Deutschen Oktobers wurde er Sekretär des Nachrichtendienstes der KPD, dem AM-Apparat, unter Leitung von „Peter Skoblewski“. 

### Deutsche Tscheka
Mitte November 1923 leitete er die sogenannte „T-Gruppe“. In der Presse wurde daraus die (Deutsche) Tscheka. Neumann war beteiligt an der versuchten Tötung eines vermeintlichen Spitzels. Ein geplanter Anschlag auf General Hans von Seeckt als Chef der Heeresleitung der Reichswehr wurde nicht umgesetzt. 
Im Jahr 1924 wurde Neumanns Gruppe verhaftet, weil sie in Stuttgart nach einem Verstoß gegen die Polizeistunde samt Fluchtversuch verhaftet wurde. Zu Beginn verweigerte Neumann jede Aussage zu seiner Tätigkeit. Wegen der Festnahme von Skoblewski und weiterer Beteiligter vermutete die KPD, dass Neumann ein Verräter sei. Das KPD-Parteiorgan Die Rote Fahne ließ die inhaftierten Angehörigen der Gruppe daraufhin öffentlich am 27. April 1924 fallen und bezeichnete sie als „bezahlte Subjekte der Polizeibehörden“ und Neumann als Agent Provocateur. Nach einem folgenden gescheiterten Suizidversuch sagte Neumann daraufhin voll umfänglich über die T-Gruppe aus. Beim Tscheka-Prozess trat er zwar als eine Art Kronzeuge auf, wurde aber im April 1925 zum Tode verurteilt. Die Strafe wurde später in lebenslängliche Haft umgewandelt und in der Folge mehrfach abgemildert.

### Übertritt zur NSDAP
Neumann trat öffentlich inszeniert und propagandistisch genutzt 1928 zum Nationalsozialismus über. Wahrscheinlich auch mit Hilfe seiner neuen Parteigenossen konnte Neumann 1928 aus dem Gefängnis während eines Arztbesuchs entkommen und lebte bis zur Aufhebung seiner Strafe bis 1930 illegal. 
Zum 1. November 1930 trat Neumann offiziell der NSDAP bei (Mitgliedsnummer 359.649) und war in den folgenden Jahren Funktionär und „begabter Redner mit großem fanatischen Einsatz“ für die Partei. Nach dem Beginn der nationalsozialistischen Herrschaft leitete er eine Kreisgeschäftsstelle. Wegen seiner kommunistischen Vergangenheit wurde er 1934 aus dieser Tätigkeit entlassen. In der Folge arbeitete er als Vertreter, bis ihn 1936 das Oberste Parteigericht der NSDAP rehabilitierte. Neumann war in den Folgejahren als hauptamtlicher Mitarbeiter für die Deutsche Arbeitsfront tätig. 1943 zog er von Kattowitz nach Berlin um. Neumanns Schicksal nach Kriegsende ist nicht zweifelsfrei rekonstruierbar. Wahrscheinlich wurde er in der Sowjetischen Besatzungszone als NS-Funktionär in ein Speziallager verbracht, dort von einem sowjetischen Militärgericht wegen „antisowjetischer Agitation und Propaganda“ verurteilt und in das Speziallager Bautzen überführt, wo er am 18. November 1947 an einer beidseitigen Lungen-TBC verstarb.